# Radio ToHeart2
Radio ToHeart2（ラジオ トゥハート ツー）は、アクアプラスから発売されているToHeart2に関連したインターネットラジオ番組で、音泉とアニメイトTVにて配信されていた。全116回。
この番組の終了から約1ヵ月後に、後継番組として『ささら・まーりゃんの生徒会会長ラジオ for ToHeart2』の放送が開始された。

## 番組概要
- 2005年（平成17年）10月6日 - 2008年（平成20年）1月10日
- パーソナリティ 落合祐里香（柚原このみ 役）・伊藤静（向坂環 役）
- 第1回 - 第25回
  - 第1回は落合祐里香のみ。伊藤静は諸事情につきお休み（本人曰く大人の事情）。
  - 毎週木曜日にアニメイトTVと音泉で同時更新

「カレーの隠し味」のみそれぞれで違うパートが用意されている（後述の「カレーの隠し味」を参照）。カレーの隠し味がない時でも別のコーナーで違うパートが用意されている
- 第26回 - 第77回
  - 地上波進出 ラジオ関西（CRK）のアニたまどっとコム枠で『＜音泉＞ANNEX』として毎週金曜日の26：30 - 27：00の30分番組として放送を開始。第77回をもって音泉ANNEX枠終了に伴いラジオ関西での放送は終了した。
  - 音泉では4月11日から毎週火曜日の更新、アニメイトTVでは4月13日から毎週木曜日の更新となり、インターネットからは今までのようにすぐ聴くことができなくなった。
  - 音泉での配信版では、ラジオ関西での放送とアニメイトTVでの配信の際に時間の都合でカットされた部分も流されていたため、各回約15分前後長くなっていた。ただし音泉版は常に最新の放送分しか聴取できず、音質はアニメイトTVでの配信版に劣っている。ただし有料になるがBEWEの音泉サポータズクラブ＜音泉組合＞にて最新の放送分とそれより2回前までの音質が向上された音泉版が視聴可能だった。
- 第78回 - 第96回
  - 音泉での配信日が毎週木曜日に変更される。アニメイトTVは以前と変更無く毎週木曜日配信だが、音泉の1週遅れとなる。
  - 「天使のつぶやき、小悪魔のささやき」のみ、それぞれで違うパートが用意されている（後述の「天使のつぶやき、小悪魔のささやき」を参照）。
  - 配信日の違いにより音泉とアニメイトTVで内容が多少異なる場合がある。[1]
- 第99回 - 第116回（最終回）
  - 伊藤が退き、落合1人がメインパーソナリティを勤める構成となり、コーナー等の大幅なリニューアルが行われる。また、この間はほぼ毎回、1人ないし複数のゲストが登場した。
  - 音泉およびアニメイトTVの配信態勢には変更なし。ただし、これまでのような配信サイトごとの内容の差異はなく、同一内容を配信。

### 回数表記について
- 前述の通り、通算第26回からラジオ関西での放送が開始され、それに伴いコーナー等のリニューアルやスポンサーの変更が行われる。これを機に音泉では通算第26回=リニューアル第1回とし、それ以降の番組紹介のページには通算回数・配信日とリニューアル第x回の3つが併記されるようになる。
  - 通算第99回で2回目のリニューアルがされたがリニューアル第x回のリセットは行われていない。
- ラジオ関西では、放送1回目（前述通り通算第26回）を第1回としている。
- CDも通算第26回を第1回としている。（従って1~25回は未収録である）
- 本項で回数を取り上げる際には、特に明記しない限り通算回数で表記する。

## コーナー
- OPパート

番組コール（第4回 - 第25回・第116回）
番組タイトルのコール。非常に恥ずかしいものだったため、毎回自分の言ったそれを聞かされるパーソナリティーのテンションがおかしくなっている。
ショートドラマ（第26回 - 第96回）
冒頭と最初のCM明けに流される、このみ(落合)と環(伊藤)の掛け合いで行われるミニドラマ（ただし「カレーの隠し味」放送時は、CM明けのドラマは休止）。
- Aパート

ゲスト紹介（ - 第18回・初登場のゲストがいる時のみ）
ゲストを紹介し、入学審査という名のアンケートというタイトルでゲストに対していくつか質問をする。
私のツボ（第99回 - 第115回）
ゲストパーソナリティーがハマっていることを紹介するフリートークコーナー
ふつおた
番組に送られてきたメールの紹介をする。
○○様の耳は猫の耳（第20回 - 第24回）
CD RATED（後述）のコーナー「王様の耳は猫の耳」の逆バージョン。その回のゲストについて、パーソナリティー2人がトークする。その間、ゲストは収録ブースから追い出され、どのような内容だったのかは放送されるまで判らない。
○○にはゲストの名前が入る。
曲紹介（ - 第25回・以降不定期）
ToHeart2関連の曲を流す。ゲストがいる時はゲストの歌う曲がメイン。
- Bパート 1

子猫! ボス猫! 普通の子猫!（ - 第14回）
あるシチュエーションにおいて、子猫（このみまたは落合）、ボス猫（環または伊藤）、普通の子猫（普通の女の子、ゲストが担当、いない場合は二人のどちらかが担当）がそれぞれ取るであろう行動を募集し、それを読む。パーソナリティーにお題を投げるだけでもよかった。
ToHeart2式暗記法!（第15回 - 第39回）
ToHeart2 やパーソナリティ関連の用語から年号や化学式等を語呂合わせで暗記できるフレーズを募集し、紹介する。次の回のコーナー冒頭で、前回紹介されたフレーズに落合が自作の曲を付けて歌うのが恒例となっていた。
自分からの卒業（第40回 - 第77回）
リスナーのこれだけはどうしてもやめられないということを紹介する。
ToHeart2学園効果文字部 （第78回 - 第96回）
アニメやゲームででてくる効果音、例えば鳥の鳴き声。日本では「コケコッコー」＝「にわとりの鳴き声」という共通認識ができる。この「コケコッコー」にあたる「効果文字」を決めていくコーナー。
恋愛個人授業　～あなただけのレッドペン先生～（第99回 - 第116回）
- Bパート 2

学校の○談（ - 第25回）
○を埋める単語を募集し、埋めた文章についてトークする。
カレーの隠し味（ - 第25回・以降不定期）
カレーに入れる具材を募集。隠し味の具が書かれたメールをランダムに取り出し、その具をカレーに入れる。パートはクッキングタイム、テイスティングタイム、ジャッジングタイムの3部構成。1週毎に、落合と伊藤が作る係と食べる係を交替し、テイスティングタイム・ジャッジングタイムで試食係とゲストで出来上がったカレーを食べてその評価をする。調理といっても基本は煮込まず混ぜるだけなので、普通の食品でもまずくなることが多い。
このコーナーは、クッキングタイムはアニメイトTVのみ、テイスティングタイムは音泉のみでしか聴けないため、両方聴くには各サイトで各パートの部分を聴く必要がある。
2006年（平成18年）4月からは不定期になった。これが実施される週は他のコーナーが休止となり、本編のほぼ全編がカレーの隠し味のコーナーとなる。
ToHeart2 インフォメーション（ - 第25回・以降不定期）
ToHeart2に関連する告知
あなたへToHeart つー！（第26回 - 第77回・第101回・第116回）
乙女心を刺激する"ToHeart2(つ～)"な言葉（何気ない言葉でも、告白の言葉でも、胸キュンなセリフ）を募集・紹介する。Goodな言葉にはこのみ(落合)が「メロメロであります」、Badな言葉にはタマ姉(伊藤)が「アイアンクロー！」という判断を下す。第57回からは落合・伊藤両者の意見が分かれた場合に「メロクロであります！」という判定が下ることになった（最初は暫定的に落合が言っていたが、第59回からは正式に2人で言うようになった）
ゲストが来る際には、投稿された言葉や判定のフレーズをゲストに言ってもらうことが通例となっている。
天使のつぶやき、小悪魔のささやき （第78回 - 第96回）
「あなたにToHeart2」の発展版。リスナーからセリフを募集し、「心が救われる言葉」「癒される言葉」という“天使の言葉”そして「ダメな自分をしかる言葉」、でもちょっと優しさがこもっている“小悪魔の言葉”を紹介する。天使の言葉は音泉で、小悪魔の言葉はアニメイトTVでの放送。
響け！　あなたの学校の新しい校歌！（第99回 - 第115回）
- EDパート

## 放送リスト
| 放送回  | 放送日     | サブタイトル                                         | 特記事項                |
| ------- | ---------- | ---------------------------------------------------- | ----------------------- |
| 第01回  | 2005/10/06 | 『波乱の船出？』                                     |                         |
| 第02回  | 2005/10/13 | 『タマ姉、来たる。』                                 |                         |
| 第03回  | 2005/10/20 | 『ゲストが来ました。』                               |                         |
| 第04回  | 2005/10/27 | 『出張ミステリ研』                                   |                         |
| 第05回  | 2005/11/03 | 『初ちゅーは小学生のときらしいぞ、うー。』           |                         |
| 第06回  | 2005/11/10 | 『これで勝ったと思うなよ！』                         |                         |
| 第07回  | 2005/11/17 | 『インドネシア語だそうです。』                       |                         |
| 第08回  | 2005/11/24 | 『今日はひとりやで』                                 |                         |
| 第09回  | 2005/12/01 | 『さよにゃんとポキンアイス』                         |                         |
| 第10回  | 2005/12/08 | 『今日はふたりで』                                   |                         |
| 第11回  | 2005/12/15 | 『前世はティッシュ。』                               |                         |
| 第12回  | 2005/12/22 | 『射手座のオンナたち』                               |                         |
| 第13回  | 2005/12/29 | 『ゆりしー、年の最後に絶叫すの巻』                   |                         |
| 第14回  | 2006/01/12 | 『絶対「なまぐすり」って読むと思った。』             |                         |
| 第15回  | 2006/01/19 | 『ゆりしーのダイエット合宿』                         |                         |
| 第16回  | 2006/01/26 | 『おまえら帰れ！（いきなり！？）』                   | 公開録音                |
| 第17回  | 2006/02/02 | 『「鬼は内、福は外」byゆりしー』                     |                         |
| 第18回  | 2006/02/09 | 『きみには、天使の羽が見えるか？！』                 |                         |
| 第19回  | 2006/02/16 | 『私よく20回近くもゆりしーにつきあってるよなー。』   |                         |
| 第20回  | 2006/02/23 | 『このケシゴムのにおいがたまらないわあ』             |                         |
| 第21回  | 2006/03/02 | 『カラスも食べるうまい棒』                           |                         |
| 第22回  | 2006/03/09 | 『私もこれで生きていける。』                         |                         |
| 第23回  | 2006/03/16 | 『指つっこんだら折れたー』                           |                         |
| 第24回  | 2006/03/23 | 『ゆりしーがふたりいる！』                           |                         |
| 第25回  | 2006/03/30 | 『そして、牛タンを食うおんな』                       |                         |
| 第26回  | 2006/04/07 | 『けっきょく、ぐたぐたですよ。』                     | CRK開始                 |
| 第27回  | 2006/04/14 | 『ひとは見かけによらぬもの』                         |                         |
| 第28回  | 2006/04/21 | 『このみ、宇宙へ！』                                 |                         |
| 第29回  | 2006/04/28 | 『ラーメン屋さんでバイトしたい』                     |                         |
| 第30回  | 2006/05/05 | 『帰りたい。』                                       | カレーの隠し味SP        |
| 第31回  | 2006/05/12 | 『第3種接近遭遇』                                    |                         |
| 第32回  | 2006/05/19 | 『イカは一杯、二杯かな。』                           |                         |
| 第33回  | 2006/05/26 | 『宇宙人の季節』                                     |                         |
| 第34回  | 2006/06/02 | 『アメリカでは人口の5%が宇宙人にさらわれている！』   |                         |
| 第35回  | 2006/06/09 | 『今日は帰りたい。』                                 | カレーの隠し味SP        |
| 第36回  | 2006/06/16 | 『おとこ湯の神秘』                                   |                         |
| 第37回  | 2006/06/23 | 『そうか『ToHeart2』のラジオだったんだ！』           |                         |
| 第38回  | 2006/06/30 | 『今日のゆりしーはちょっとヘンだ。』                 |                         |
| 第39回  | 2006/07/07 | 『流しそうめんは、さみしいというかせつない』         |                         |
| 第40回  | 2006/07/14 | 『もうすぐ夏休み、そしてかなわぬ夢』                 |                         |
| 第41回  | 2006/07/21 | 『ものまねの精度』                                   |                         |
| 第42回  | 2006/07/28 | 『ゆりしー、汗かいてる。素敵。（自画自賛）』         |                         |
| 第43回  | 2006/08/04 | 『8月夏のスペシャル第1弾。』                         |                         |
| 第44回  | 2006/08/11 | 『夏のスペシャル企画第2弾。』                        |                         |
| 第45回  | 2006/08/18 | 『今までは、誰だったのさ！？』                       | ふつおたSP              |
| 第46回  | 2006/08/25 | 『今日はカレースペシャルるるるるるー』               | カレーの隠し味SP        |
| 第47回  | 2006/09/01 | 『幕張より愛をこめて』                               | 公開録音                |
| 第48回  | 2006/09/08 | 『台本どおりに幕は上がり(たまには)』                 |                         |
| 第49回  | 2006/09/15 | 『なんでも暴露します。』                             |                         |
| 第50回  | 2006/09/22 | 『今さらぼくらに驚きはありませんが。』               |                         |
| 第51回  | 2006/09/29 | 『宇宙戦争』                                         |                         |
| 第52回  | 2006/10/06 | 『アズ・タイムス・ゴー・バイ』                       | ふつおたSP              |
| 第53回  | 2006/10/13 | 『Suaraに迫る魔手』                                  |                         |
| 第54回  | 2006/10/20 | 『あー、いらん、いらん。』                           |                         |
| 第55回  | 2006/10/27 | 『片付ければいいのでは』                             | カレーの隠し味SP        |
| 第56回  | 2006/11/03 | 『こんなゆりしーやめたい』                           |                         |
| 第57回  | 2006/11/10 | 『夢十夜』                                           |                         |
| 第58回  | 2006/11/17 | 『北風が吹いているよ、背中に』                       |                         |
| 第59回  | 2006/11/24 | 『それは嬉々として話すことではない』                 |                         |
| 第60回  | 2006/12/01 | 『今日は触るわよ』                                   |                         |
| 第61回  | 2006/12/08 | 『クリスマスでしょ、コミケでしょ。』                 |                         |
| 第62回  | 2006/12/15 | 『ルンルンカップルの季節』                           |                         |
| 第63回  | 2006/12/22 | 『もう恋なんてしない』                               |                         |
| 第64回  | 2006/12/29 | 『あけましておめでとうございます。』                 |                         |
| 第65回  | 2007/01/05 | 『新キャラ「女教師ゆりか」』                         |                         |
| 第66回  | 2007/01/12 | 『カレーの隠し味SP・お正月スペシャル』               | カレーの隠し味SP        |
| 第67回  | 2007/01/19 | 『2007年はOVA『ToHeart2』で、どうですか！』          |                         |
| 第68回  | 2007/01/26 | 『カラダを使うのは卑怯だぞ！』                       |                         |
| 第69回  | 2007/02/02 | 『疑惑の解明』                                       |                         |
| 第70回  | 2007/02/09 | 『バレンタイン、どうすか。』                         |                         |
| 第71回  | 2007/02/16 | 『ゆりしー最近、つっこみになったんじゃない？』       |                         |
| 第72回  | 2007/02/23 | 『温泉と星空』                                       |                         |
| 第73回  | 2007/03/02 | 『ゆりしー結構役者だなあ』                           |                         |
| 第74回  | 2007/03/09 | 『和といえばリング、リングといえばホラー』           |                         |
| 第75回  | 2007/03/16 | 『合同イベントであります。』                         |                         |
| 第76回  | 2007/03/23 | 『自由な校風ですから』                               |                         |
| 第77回  | 2007/03/30 | 『関西からの使者』                                   | CRK最終回               |
| 第78回  | 2007/04/12 | 『もうすぐイベント』                                 |                         |
| 第79回  | 2007/04/19 | 『一年中眠いのであります』                           |                         |
| 第80回  | 2007/04/26 | 『ショートパンツと胸元のオンナ』                     |                         |
| 第81回  | 2007/05/03 | 『メロメロであります（by小山力也）』                 | 公開録音                |
| 第82回  | 2007/05/10 | 『ころのなかのあおぞら』                             |                         |
| 第83回  | 2007/05/17 | 『招かれざる客』                                     |                         |
| 第84回  | 2007/05/24 | 『新境地開拓中』                                     |                         |
| 第85回  | 2007/05/31 | 『今日はたくさんさわりたいと思います』               |                         |
| 第86回  | 2007/06/07 | 『ゆりしーの星で生産されています』                   |                         |
| 第87回  | 2007/06/14 | 『宇宙人＝ストーカー説』                             |                         |
| 第88回  | 2007/06/21 | 『オシャレのはずが…』                                |                         |
| 第89回  | 2007/06/28 | 『宇宙からの留学生ですもの』                         |                         |
| 第90回  | 2007/07/05 | 『もうすぐ夏です（まだ梅雨ですが)』                  |                         |
| 第91回  | 2007/07/12 | 『せちがらい世の中です。』                           |                         |
| 第92回  | 2007/07/19 | 『まだ、このメールは届くのでしょうか』               |                         |
| 第93回  | 2007/07/26 | 『さくっと、録ろう』                                 |                         |
| 第94回  | 2007/08/02 | 『ハートフルなラジオですから（一応）』               |                         |
| 第95回  | 2007/08/09 | 『ケーキ論争の顛末』                                 |                         |
| 第96回  | 2007/08/16 | 『第三の男』                                         |                         |
| 第97回  | 2007/08/23 | 『夏休みスペシャルじゃき（広島弁のつもり）』         | [ 2 ]                   |
| 第98回  | 2007/08/30 | 『法律のギリギリのところ狙っていきます』             | [ 2 ]                   |
| 第99回  | 2007/09/06 | 『甲府事件』                                         |                         |
| 第100回 | 2007/09/13 | 『ムネの力は偉大です』                               | カレーの隠し味SP        |
| 第101回 | 2007/09/20 | 『ケーキは人類の宝』                                 | あなたへToHeartつー！SP |
| 第102回 | 2007/09/27 | 『バイオレンスな人生』                               |                         |
| 第103回 | 2007/10/04 | 『（子供用の）ゲームセンターあらし』                 |                         |
| 第104回 | 2007/10/11 | 『言わしているわけではありません』                   |                         |
| 第105回 | 2007/10/18 | 『まーりゃん、ドリルキーック！』                     |                         |
| 第106回 | 2007/10/25 | 『二年間の休暇』                                     |                         |
| 第107回 | 2007/11/01 | 『そうだ、伊藤さんにいい掃除機を教えてあげよう』     |                         |
| 第108回 | 2007/11/08 | 『大きすぎず小さすぎずを望むのはけしからん』         |                         |
| 第109回 | 2007/11/15 | 『だってキラキラしてないもん』                       |                         |
| 第110回 | 2007/11/22 | 『私の時代は』                                       |                         |
| 第111回 | 2007/11/29 | 『これが力丸の答えだ！』                             |                         |
| 第112回 | 2007/12/06 | 『不摂生のススメ』                                   |                         |
| 第113回 | 2007/12/13 | 『スッピンだから、判別できないし…ま、いいか』        |                         |
| 第114回 | 2007/12/20 | 『獅子座、寅年、そしてオオカミ（要するに食べる方）』 |                         |
| 第115回 | 2007/12/27 | 『いくら食べても45キロ以上肥らない身体を希望→了承』  |                         |
| 第116回 | 2008/01/10 | 『永遠にみなさんの心の中に（byゆりしー）』           | 最終回                  |

- サブタイトルは、アニメイトTV配信時に付けられたもの。
- 太字はゲストがいる回
- 第26回 - 第77回の放送日はラジオ関西での放送日で、それ以外は音泉の更新日である。

## ゲスト
| ゲスト（カッコ内は役名）             | 第1回 - 第25回        | 第1回 - 第25回        | 第26回 - 第77回       | 第26回 - 第77回       | 第26回 - 第77回       | 第26回 - 第77回       | 第78回 - 第96回       | 第97回 - 第116回 | 第97回 - 第116回 | 第97回 - 第116回 | 第97回 - 第116回 | 第97回 - 第116回 | 第97回 - 第116回 | ラジオCD    |
| ------------------------------------ | --------------------- | --------------------- | --------------------- | --------------------- | --------------------- | --------------------- | --------------------- | ---------------- | ---------------- | ---------------- | ---------------- | ---------------- | ---------------- | ----------- |
| 力丸乃りこ（小牧愛佳）               | 3                     | 20                    | 71                    |                       |                       |                       |                       | 110              | 111              |                  |                  |                  |                  | Vol.3特別版 |
| 中島沙樹（笹森花梨）                 | 4                     | 21                    |                       |                       |                       |                       |                       |                  |                  |                  |                  |                  |                  | Vol.4特別版 |
| 夏樹リオ（ルーシー・マリア・ミソラ） | 5                     | 22                    | 60                    |                       |                       |                       |                       | 115              |                  |                  |                  |                  |                  | Vol.4特別版 |
| 生天目仁美（十波由真）               | 6                     |                       |                       |                       |                       |                       |                       |                  |                  |                  |                  |                  |                  |             |
| 吉田小南美（姫百合瑠璃）             | 8                     | 24                    |                       |                       |                       |                       |                       | 112              |                  |                  |                  |                  |                  |             |
| 石塚さより（姫百合珊瑚）             | 9                     | 23                    |                       |                       |                       |                       |                       | 108              | 109              |                  |                  |                  |                  |             |
| 佐藤利奈（草壁優季）                 | 17                    |                       |                       |                       |                       |                       |                       |                  |                  |                  |                  |                  |                  |             |
| 萩原えみこ（HMX-17a イルファ）       | 18                    |                       | 67                    |                       |                       |                       |                       |                  |                  |                  |                  |                  |                  |             |
| 神崎ちろ（小牧郁乃）                 |                       |                       |                       |                       |                       |                       | 85                    |                  |                  |                  |                  |                  |                  | Vol.3特別版 |
| 伊藤静（向坂環）                     | 第1回を除きレギュラー | 第1回を除きレギュラー | 第1回を除きレギュラー | 第1回を除きレギュラー | 第1回を除きレギュラー | 第1回を除きレギュラー | 第1回を除きレギュラー | 98               | 100              | 101              | 106              | 107              | 116              |             |
| 小野涼子（久寿川ささら）             |                       |                       |                       |                       |                       |                       |                       | 102              | 103              |                  |                  |                  |                  | Vol.5特別版 |
| 小暮英麻（まーりゃん先輩）           |                       |                       |                       |                       |                       |                       |                       | 104              | 105              |                  |                  |                  |                  | Vol.5特別版 |
| Suara                                | 7                     | 16                    | 53                    | 54                    | 68                    | 77                    |                       | 97               | 98               | 113              |                  |                  |                  |             |
| 小山剛志                             |                       |                       |                       |                       |                       |                       | 80                    |                  |                  |                  |                  |                  |                  |             |
| 上原れな                             |                       |                       |                       |                       |                       |                       |                       | 114              |                  |                  |                  |                  |                  |             |

## 関連イベント

### リスナーの皆さ～ん!! 公開録音でメロメロであります!!
2007年（平成19年）4月22日に東京・ディファ有明にて同じ音泉のインターネットラジオ『うたわれるものらじお』との合同公開録音イベントが開催された。司会は小山剛志とSuara。
第1部は『Radio ToHeart2』、第2部は『うたわれるものらじお』のそれぞれ公開録音で（片方の番組のゲストに、もう片方のパーソナリティーが出演するコーナーが設けられていた。第2部では小山力也と伊藤静がハクオロの仮面を被り、柚木涼香と落合祐里香がエルルゥの耳を付けていた）、第3部は『ToHeart2』と『うたわれるもの』関連の楽曲のライブコーナーであった（Suaraは両作品の主題歌を担当している）。
ちなみにディファ有明は伊藤が大ファンの三沢光晴が率いるプロレス団体『プロレスリング・ノア』の本拠地と言う事もあって、当日は伊藤が三沢のイメージカラーである「緑」のワンピースを着て登場した。
なお、この模様はアクアプラスの通信販売限定で殆どノーカットでDVD化され、後にBlu-ray Disc版が市販されている。

## CD RATED
テレビアニメToHeart2のDVD初回版に添付された特別版。正式タイトルはRadio ToHeart2 in CD Rated（ラジオ トゥハート ツー イン シーディー レイティッド） 全7回。

### コーナー
王様の耳は猫の耳
その回のゲストが、パーソナリティー2人について語るコーナー。その間パーソナリティーはブースから追い出され、何をしゃべったのかはDVDが発売されるまでわからない。
後にその逆となるコーナーが本放送で登場する。
vol.1では、パーソナリティーがそれぞれの相方について語った。またvol.7では、相方の「良くなったところ」について語った。

### ゲスト
- Vol.2 夏樹リオ（ルーシー・マリア・ミソラ 役）
- Vol.3 中島沙樹（笹森花梨 役）
- Vol.4 力丸乃りこ（小牧愛佳 役）
- Vol.5 吉田小南美（姫百合瑠璃 役）、石塚さより（姫百合珊瑚 役）
- Vol.6 生天目仁美（十波由真 役）

## 主題歌
- オープニングテーマ
  - 「Hello」（TVアニメToHeart2のオープニングテーマ曲） （第1回 - 第25回）
歌：池田春菜、作詞：須谷尚子、作曲：下川直哉、編曲：下川直哉・松岡純也
  - 「Heart To Heart」（ゲームToHeart2のオープニングテーマ曲テーマ） （第26回 - 第64回・第99回 - ）
歌：中山愛梨沙、作詞：須谷尚子、作曲：中上和英、編曲：豆田将
  - 「一番星」（OVA ToHeart2のオープニングテーマ曲） （第65回 - 第96回)
歌：Suara 作詞：U 作曲：石川真也 編曲：衣笠道雄
- エンディングテーマ
  - 「トモシビ」 （アニメToHeart2のエンディングテーマ曲） （第1回 - 第25回・第97回・第98回・第116回）
歌：Suara、作詞・作曲：巽明子、編曲：4 Trees Music
  - 「ありがとう」 （ゲームToHeart2のエンディングテーマ曲） （第26回 - 第77回・第116回）
歌：AKKO、作詞：須谷尚子、作曲：下川直哉、編曲：豆田将

第78回以降は週代わりで、ゲーム内におけるキャラのテーマ曲を中心に流している。

## CD
- ラジオCD『Radio ToHeart2』Vol.1 2006年（平成18年）11月25日発売
- ラジオCD『Radio ToHeart2』Vol.2 2006年（平成18年）12月23日発売
- ラジオCD『Radio ToHeart2』Vol.3 2007年（平成19年）4月21日発売
- ラジオCD『Radio ToHeart2』Vol.4 2007年（平成19年）7月27日発売
- ラジオCD『Radio ToHeart2』Vol.5 2007年（平成19年）12月21日発売
- ラジオCD『Radio ToHeart2』Vol.6 2008年（平成20年）9月26日発売
- ラジオCD『Radio ToHeart2』Vol.7 2008年（平成20年）12月26日発売